# Pareledone adelieana
Pareledone adelieana är en bläckfiskart som först beskrevs av Berry 1917.  Pareledone adelieana ingår i släktet Pareledone och familjen Octopodidae. Inga underarter finns listade i Catalogue of Life.